# Guilhem Ademar

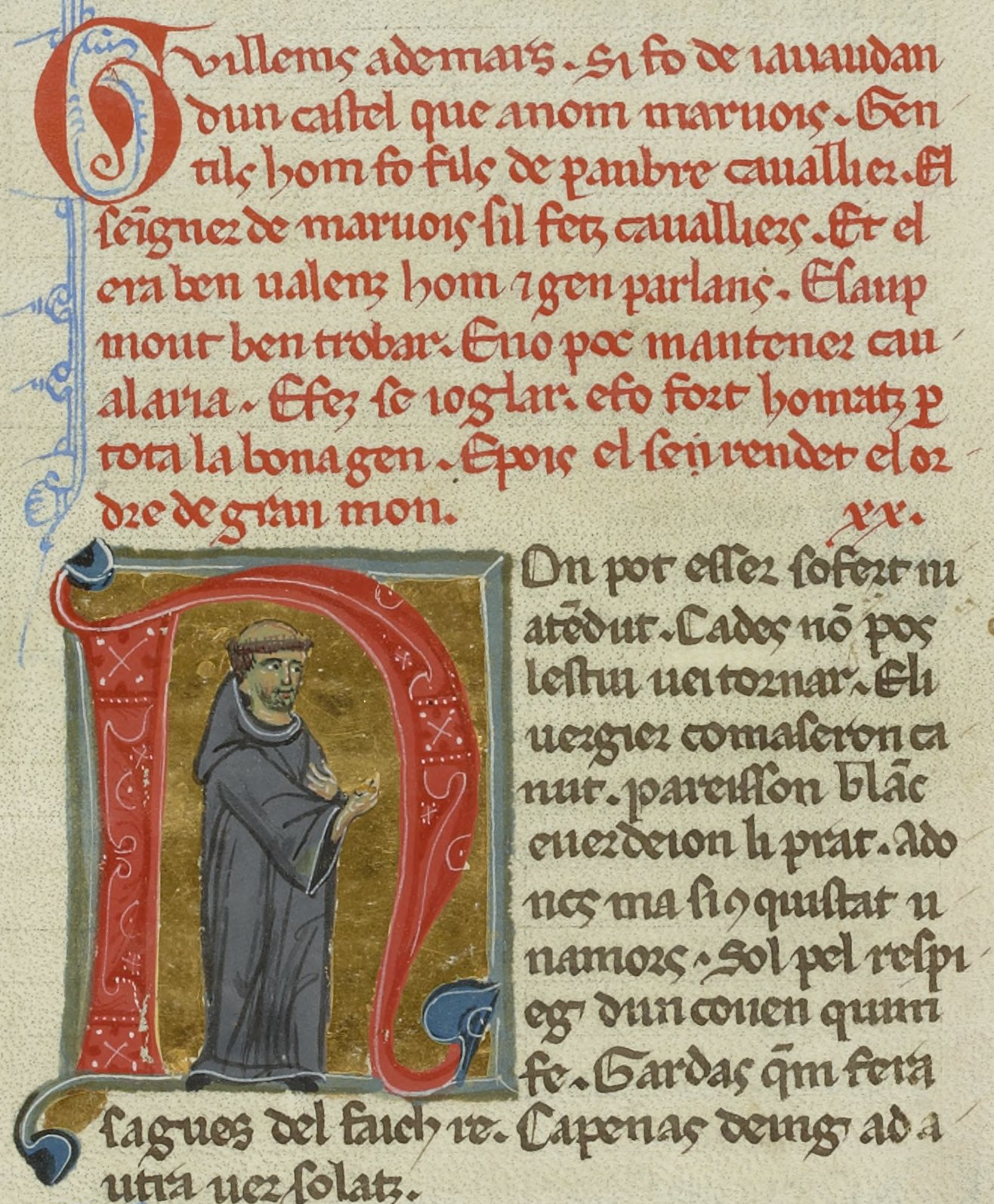
BnF ms. 854 fol. 104, cançoner I

Guilhem Ademar (fl....1195-1217...) fou un trobador occità. Se'n conserven dotze composicions d'atribució segura.

## Vida
No es conserven referències segures en documents d'arxiu per aquest trobador. Segons la seva vida, era originari del Gavaldà, del castell de Maruèis, fill d'un pobre cavaller, i, tot i ser armat cavaller ell mateix, es feu joglar perquè no tenia mitjans econòmics. La vida acaba dient que finalment entrà a l'orde de Grandmont.
La cronologia d'aquest trobador s'estableix perquè fou objecte d'una estrofa en la galeria satírica del Monjo de Montaudon de 1195, que el caracteritza com un pobre joglar amb vestits vells; per tant havia de ser conegut com a trobador en aquell moment.
Les seves cançons són de to lleuger i, a vegades, una mica iròniques. El sirventès és de tipus moral on es lamenta que els mals amants són sovint preferits als lleials. Algunes peces mostren una influència d'Arnaut Daniel.

## Obra
Se'n conserven 12 composicions: 11 cançons i un sirventès i altres d'atribució dubtosa.
Es conserva la música d'una composició: 202,8 Lanquan vei flurir l'espigua

### Cançons
- (202,1)[4] Be for' oimais sazos e locs
- (202,2) Ben agr' ops q'ieu saubes faire
- (202,3) Chantan dissera, si pogues
- (202,4) Comensamen comensarai
- (202,5) De ben gran joia chantera
- (202,6) El temps d'estiu, qan par la flors el bruoill
- (202,8) Lanquan vei flurir l'espigua
- (202,9) Non pot esser sofert ni atendut
- (202,10) Pois vei que reverdeja⋅l glais
- (202,11) Quan la bruna biza branda
- (202,12) S'ieu conogues que⋅m fos enans

### Sirventès
- (202,7) Ieu ai ja vista manhta rey

### Edicions
- Almqvist, Kurt, Poésies du troubadour Guilhem Adémar, Uppsala, 1951

### Repertoris
- Guido Favati (editor), Le biografie trovadoriche, testi provenzali dei secc. XIII e XIV, Bologna, Palmaverde, 1961, pàg. 219
- Martí de Riquer, Vidas y retratos de trovadores. Textos y miniaturas del siglo XIII, Barcelona, Círculo de Lectores, 1995 p. 190-192 [Reproducció de la vida, amb traducció a l'espanyol, i miniatures dels cançoners A, I i K]
- Alfred Pillet / Henry Carstens, Bibliographie der Troubadours von Dr. Alfred Pillet […] ergänzt, weitergeführt und herausgegeben von Dr. Henry Carstens. Halle : Niemeyer, 1933 [Guilhem Ademar és el número PC 202]